# Jan Marcin Szancer

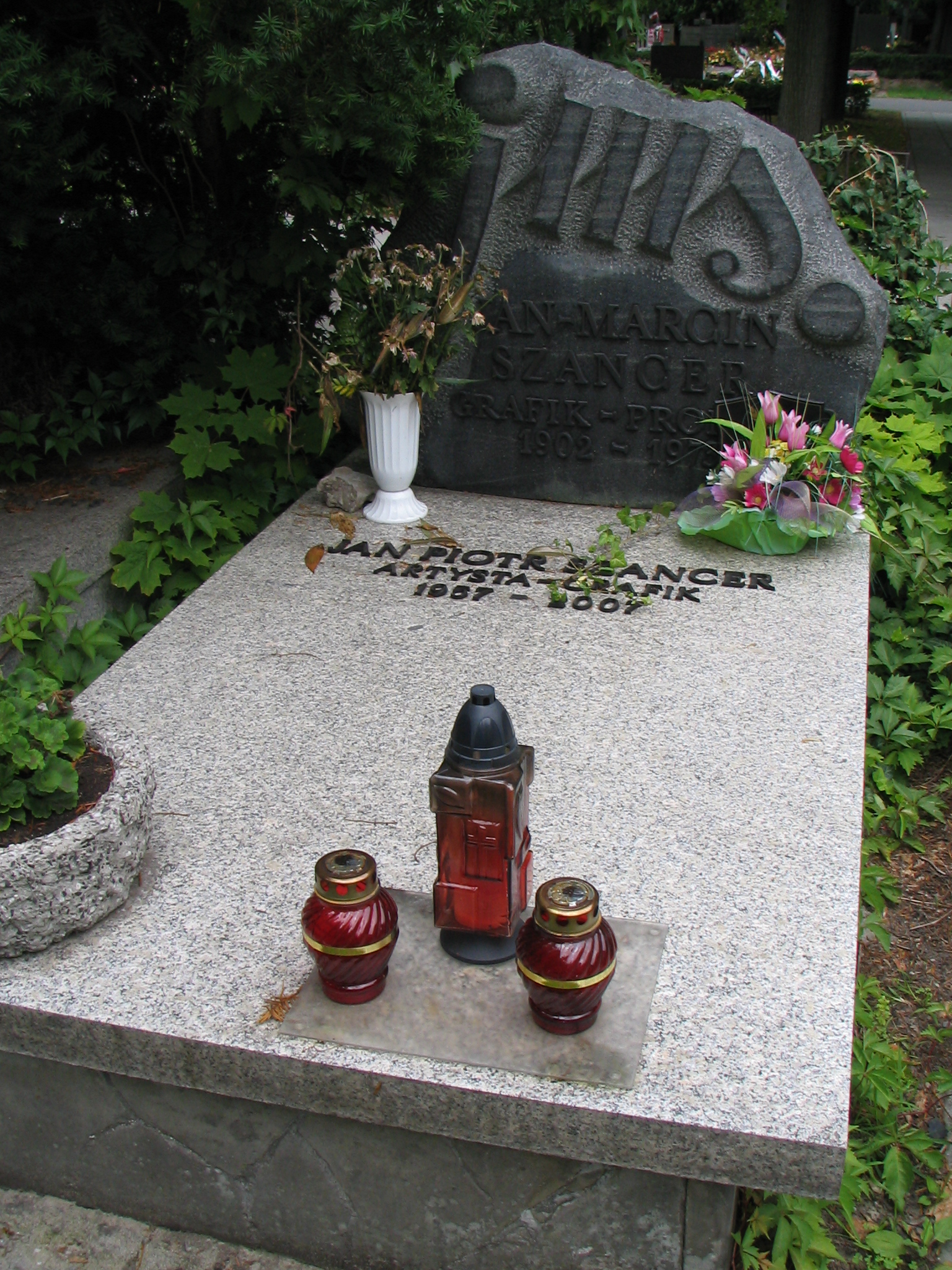
Grób Jana Marcina Szancera i Zofii Sykulskiej na cmentarzu Wojskowym na Powązkach w Warszawie

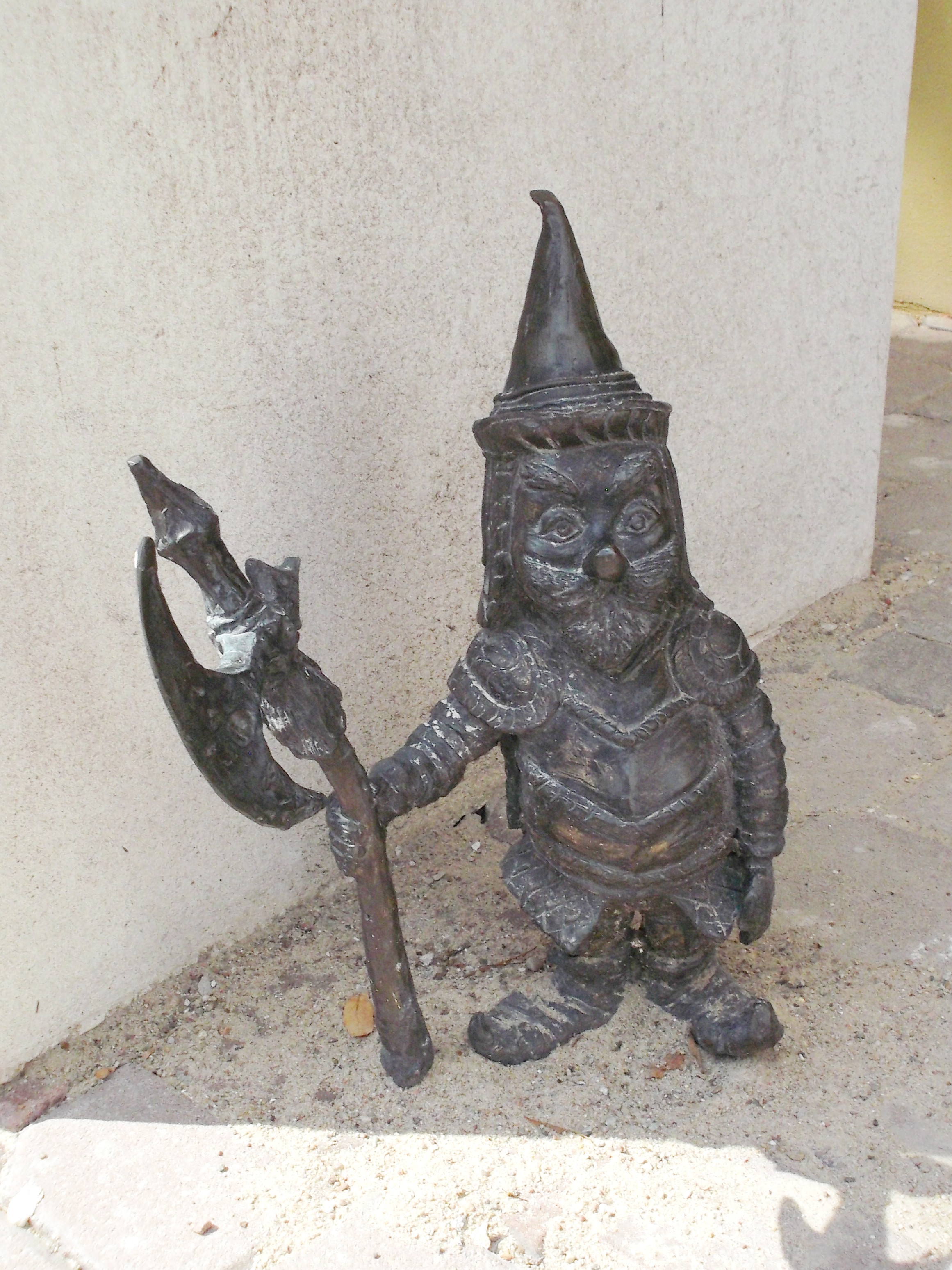
Figurka krasnala w Suwałkach wzorowana na ilustracji Szancera do baśni O krasnoludkach i o sierotce Marysi

Jan Marcin Szancer (ur. 12 listopada 1902 w Krakowie, zm. 21 marca 1973 w Warszawie) – polski grafik, ilustrator książek dla dzieci, przyjaciel i współpracownik Jana Brzechwy.

## Życiorys
Był czwartym, najmłodszym dzieckiem matematyka Edwarda Szancera i Stanisławy z Pierackich. Rodzina Szancerów miała korzenie żydowskie. Wcześnie pobierał naukę rysunku od Leonarda Stroynowskiego, który jako sublokator jego rodziców w ten sposób spłacał zaległy czynsz. Mimo oporu rodziców, Szancer podjął studia na krakowskiej Akademii Sztuk Pięknych. Pogłębiał wiedzę we Włoszech i Francji. Od 1 maja 1945, kiedy to ukazał się pierwszy numer pisma „Świerszczyk”, był jego kierownikiem artystycznym i twórcą ilustracji z okładek. Współpracował z „Płomykiem”, także jako fotograf. Autor ilustracji ok. 300 książek, zarówno dla dzieci i młodzieży, jak i dla dorosłych. Były to m.in. Akademia Pana Kleksa, O Janku, co psom szył buty, Pan kotek był chory, O krasnoludkach i o sierotce Marysi, Brzechwa dzieciom, Lokomotywa, Rzepka, Ptasie radio, Dziadek do orzechów, Pinokio Collodiego, Baśnie Andersena, Bajki i Satyry Krasickiego, Pan Tadeusz Mickiewicza, Trylogia Sienkiewicza, książki Amicisa, Cervantesa, Haška, Edith Nesbit, Puszkina, Swifta, Twaina. Stworzył również wspólnie z Brzechwą cykl trzech książek o charakterze komiksu z Panem Soczewką w roli głównego bohatera: Pan Soczewka w puszczy, Pan Soczewka na dnie oceanu oraz Pan Soczewka na Księżycu.
Najstarsza ze zilustrowanych przez niego książek to Nasze miasto – czytanka polska dla uczniów II klasy szkół powszechnych, wydana we Lwowie w roku 1935. Kolejna książka z okładką Szancera to Krysia i karabin Jadwigi Gorzyckiej z roku 1935. W 1939 roku zilustrował Pokój na poddaszu Wandy Wasilewskiej. Podpis jms pojawił się po raz pierwszy w 1944 roku w książce Koziołeczek. Odtąd był stale obecny na wszystkich jego rysunkach.
Pisał również bajki i felietony. Zaistniał jako scenarzysta i reżyser w filmie Teatr mój widzę ogromny z 1946 roku. Zajmował się też tworzeniem scenografii teatralnych i filmowych. Był pierwszym kierownikiem artystycznym Telewizji Polskiej.
Projektował kostiumy do pierwszego programu Zespołu Pieśni i Tańca Budowlanych Warszawy „Starówka” w roku 1953.
Od 1951 był profesorem ASP w Warszawie.
Jego drugą żoną była aktorka Zofia Sykulska-Szancerowa. Miał córkę Małgorzatę (ur. 1941), aktorkę oraz syna, grafika i malarza – Jana Piotra Szancera.
Zmarł w Warszawie, pochowany na cmentarzu Wojskowym na Powązkach w Warszawie (kwatera A33-2-11).

## Styl i technika
Ilustracje Szancera są rozpoznawalne z powodu stylu i sposobu przedstawiania historii. Postacie mają smukłą sylwetkę i wydłużone kończyny. Szancer eksperymentował z perspektywą, ukazywał rysunek np. z lotu ptaka czy żabiej perspektywy. Jego ilustracje są dynamiczne, postacie zazwyczaj uchwycone w ruchu. Artysta wykazywał się inwencją w sprawach kompozycji. Stosował skróty, skosy, a sceny budował w głąb, bądź w spirali. Zabiegi te służyły do przedstawiania jak największej liczby postaci oraz odzwierciedlenia fabuły.
Do tworzenia ilustracji wykorzystywał przede wszystkim węgiel, akwarele, tusz, ołówek, pióro.

## Twórczość
- Ok. 300 książek z ilustracjami jego autorstwa
- Projekty ponad 500 pocztówek
- 60 scenografii do przedstawień teatralnych, filmów i programów telewizyjnych
- 20 plakatów
- Serie znaczków pocztowych
- Ekslibrisy,
- Obrazy olejne

## Wystawy indywidualne
- 1958: Klub MPiK, Łódź; Galeria Sztuki MDM, Warszawa,
- 1965: Zachęta i Poznań, Warszawa (ok. 500 rysunków i projektów ilustracji oraz scenografii z lat 1945-1965),
- 1966: Wystawa ilustracji, projektów scenografii, kostiumów, Zielona Góra, Katowice, Pałac Młodzieży, Monachium,
- 1967: Wystawa ilustracji książkowej i projektów scenografii, Valenciennas;
- 1968: Dom Artysty Plastyka, Wystawa rysunków, ilustracji i projektów scenografii z okazji 50-lecia twórczości, Warszawa,
- 1969: Wystawy w Warszawie, Klubie MPiK, Poznaniu,
- 1970: Wystawa w Warszawie,
- 1973: Wystawa w Berlinie.

## Ordery i odznaczenia
- Krzyż Komandorski Orderu Odrodzenia Polski (1968)
- Złoty Krzyż Zasługi (22 lipca 1952)[13]
- Medal 10-lecia Polski Ludowej (7 stycznia 1955)[14]

## Nagrody
- I oraz honorowa nagroda na I Ogólnopolskiej Wystawie Ilustracji (1951)
- Nagroda Prezesa Rady Ministrów za twórczość dla dzieci i młodzieży (1952)
- Nagroda Państwowa II stopnia za ilustracje książkowe (1952)[15]
- III nagroda na II Ogólnopolskiej Wystawie Ilustracji Książkowej (1955)
- Nagroda Miasta Berlin za Księgę Papugi Markowskiej i Milskiej (1958)
- II Nagroda PTWK za Colas Breungon (1958)
- Srebrny Medal na IBA, Lipsk za Baśnie Andersena (1960)
- Złoty Medal na XII Triennale w Mediolanie za Lokomotywę Tuwima (1960)
- Bajka Marii Konopnickiej „O krasnoludkach i o sierotce Marysi” (nr kat. 1221) – „Najładniejszy znaczek w 1962 roku” w plebiscycie pisma „Filatelista”[16]
- Nagroda francuskich wydawców za Dom pod kasztanami (1971)

## Upamiętnienie
Jego imię noszą trzy szkoły i jedno przedszkole w Polsce: Szkoła Podstawowa nr 24 w Częstochowie przy ulicy Bronisława Hubermana 7, Szkoła Podstawowa nr 342 w Warszawie przy ulicy Strumykowej 21a i Szkoła Podstawowa nr 285 w Warszawie przy ulicy Turmonckiej 20 oraz Samorządowe Przedszkole nr 125 w Krakowie, os. Tysiąclecia. Imieniem Szancera nazwano również ulicę w Łodzi w dzielnicy Widzew, w Warszawie w dzielnicy Ursus, w Bydgoszczy w dzielnicy Fordon oraz w Rumii.